# Rappresentazione in segno e modulo
La rappresentazione in segno e modulo, o rappresentazione con grandezza e segno, è una rappresentazione dei numeri relativi in base 2, che estende il sistema numerico binario per rappresentare i numeri negativi. È utilizzato in informatica per la rappresentazione dei numeri all'interno dei calcolatori.

## Dettagli
Questo è il modo più semplice per rappresentare e distinguere numeri positivi e negativi: al numero binario vero e proprio viene anteposto un bit che, per convenzione, assume il valore 0 se il numero è positivo oppure il valore 1 se il numero è negativo.
Esempi:  
- +310 = 011M&S
- −310 = 111M&S

## Svantaggi
Il grande difetto di questa rappresentazione è quello di avere due modi per scrivere il numero 0: 0000 e 1000 significano infatti +00 e −00.
| +0 | 0000 | −0 | 1000 |
| +1 | 0001 | −1 | 1001 |
| +2 | 0010 | −2 | 1010 |
| +3 | 0011 | −3 | 1011 |
| +4 | 0100 | −4 | 1100 |
| +5 | 0101 | −5 | 1101 |
| +6 | 0110 | −6 | 1110 |
| +7 | 0111 | −7 | 1111 |

Un altro svantaggio sta nell'intervallo che il 'modulo e segno' riesce a raggiungere, non troppo ampio. 
Un ennesimo svantaggio lo si ha nell'operazione di somma tra due numeri, in cui, definiti i due numeri A e B, si procede secondo la seguente tabella:
```
con 
A > 0
 e 
B > 0
 --> 
A + B
```

```
con 
A > 0
 e 
B < 0
 --> 
se |A| < |B| --> A + B = − (|B| − |A|)
 altrimenti 
A + B = |A| − |B|
```

```
con 
A < 0
 e 
B > 0
 --> 
se |B| < |A| --> A + B = − (|A| − |B|)
 altrimenti 
A + B = |B| − |A|
```

```
con 
A < 0
 e 
B < 0
 --> 
A + B = − (|A| + |B|)
```

Esempio di somma tra due numeri interi in base 2 rappresentati in segno e modulo con 4 bit:
A = 1110  [ −6 in base decimale ]
B = 0010  [ +2 in base decimale ]
Siamo nel caso in cui A < 0  e B > 0 e |A| > |B|  (|A| = 0110 e |B| = 0010)
ciò implica che la somma A + B = − (|A| − |B|) = − (0110 − 0010) = − 0100 = 1100  [ −4 in base decimale ]